# 弗雷涅
弗雷涅（法語：Freigné，法語發音：[fʁɛɲe] ⓘ）是法国曼恩-卢瓦尔省的一个旧市镇，原属瑟格雷区。2018年，弗雷涅与临近的5个市镇合并为新市镇瓦隆德莱德尔（Vallons de l'Erdre），划入大西洋卢瓦尔省，改属沙托布里扬-昂斯尼区。

## 地理
弗雷涅（47°32'55"N, 1°7'20"W）面积65.26 平方千米，位于法国卢瓦尔河地区大区大西洋卢瓦尔省，该省份为法国西北部沿海省份，位于布列塔尼半岛东南部，北起伊勒-维莱讷省，西北接莫尔比昂省，西临大西洋，南至旺代省，东临曼恩-卢瓦尔省。
与弗雷涅接壤的市镇（或旧市镇、城区）包括：贝利涅、莫米松、勒潘、圣马尔拉雅耶、圣叙尔皮斯德朗德、弗里、康代、拉科尔尼艾尔、卢瓦罗克桑斯。
弗雷涅的时区为UTC+01:00、UTC+02:00（夏令时）。

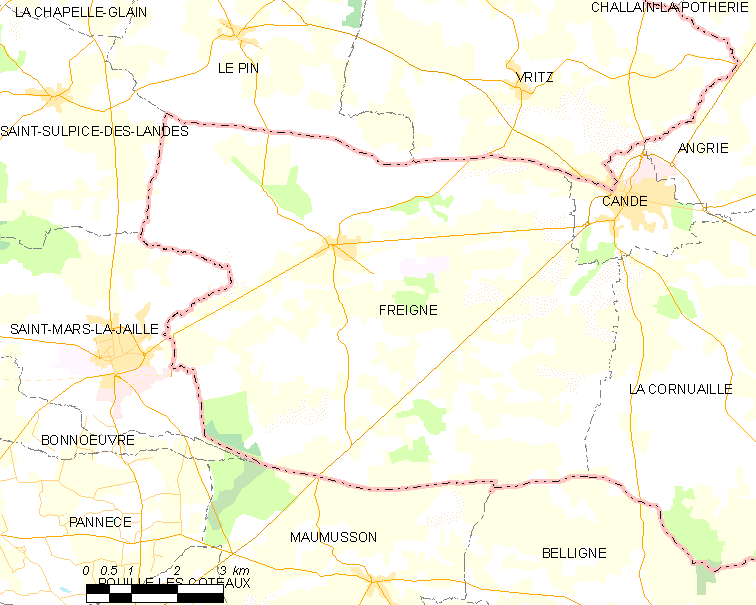
弗雷涅的OSM定位图

## 行政
弗雷涅的邮政编码为49440，INSEE市镇编码为44225。

## 政治
弗雷涅所属的省级选区为昂斯尼-圣热雷翁县。

## 人口

1962-2008年间弗雷涅人口变化图示

弗雷涅于2018年1月1日时的人口数量为1106人。